# Amphilita
Amphilita är ett släkte av fjärilar. Amphilita ingår i familjen nattflyn.
Kladogram enligt Catalogue of Life:
| Amphilita | \| \| Amphilita arcuata \| \| \| \| \| \| Amphilita punctilinea \| \| \| \| |
|           | \| \| Amphilita arcuata \| \| \| \| \| \| Amphilita punctilinea \| \| \| \| |
|           | Amphilita arcuata                                                           |
|           |                                                                             |
|           | Amphilita punctilinea                                                       |
|           |                                                                             |